# Большой Мольн
«Большой Мольн» (фр. Le Grand Meaulnes) — единственный законченный роман и самое крупное произведение французского писателя Алена-Фурнье, получивший признание как во Франции, так и за рубежом. Был опубликован в 1913 году за год до гибели автора в первых боях Первой мировой войны. Во франкоязычных странах широко известен как одна из лучших и наиболее популярных книг для юношества, приобрёл культовый статус и стал признанной классикой. Роман занимает девятое место в списке «100 книг века по версии Le Monde».

## Работа над романом и публикация
Джон Фаулз в своём эссе «„Потерянный рай“ Ален-Фурнье» из сборника «Кротовые норы» (1997) писал, что трагическая история жизни французского писателя и создания его знаменитой книги сама по себе «составляет сюжет целого романа».

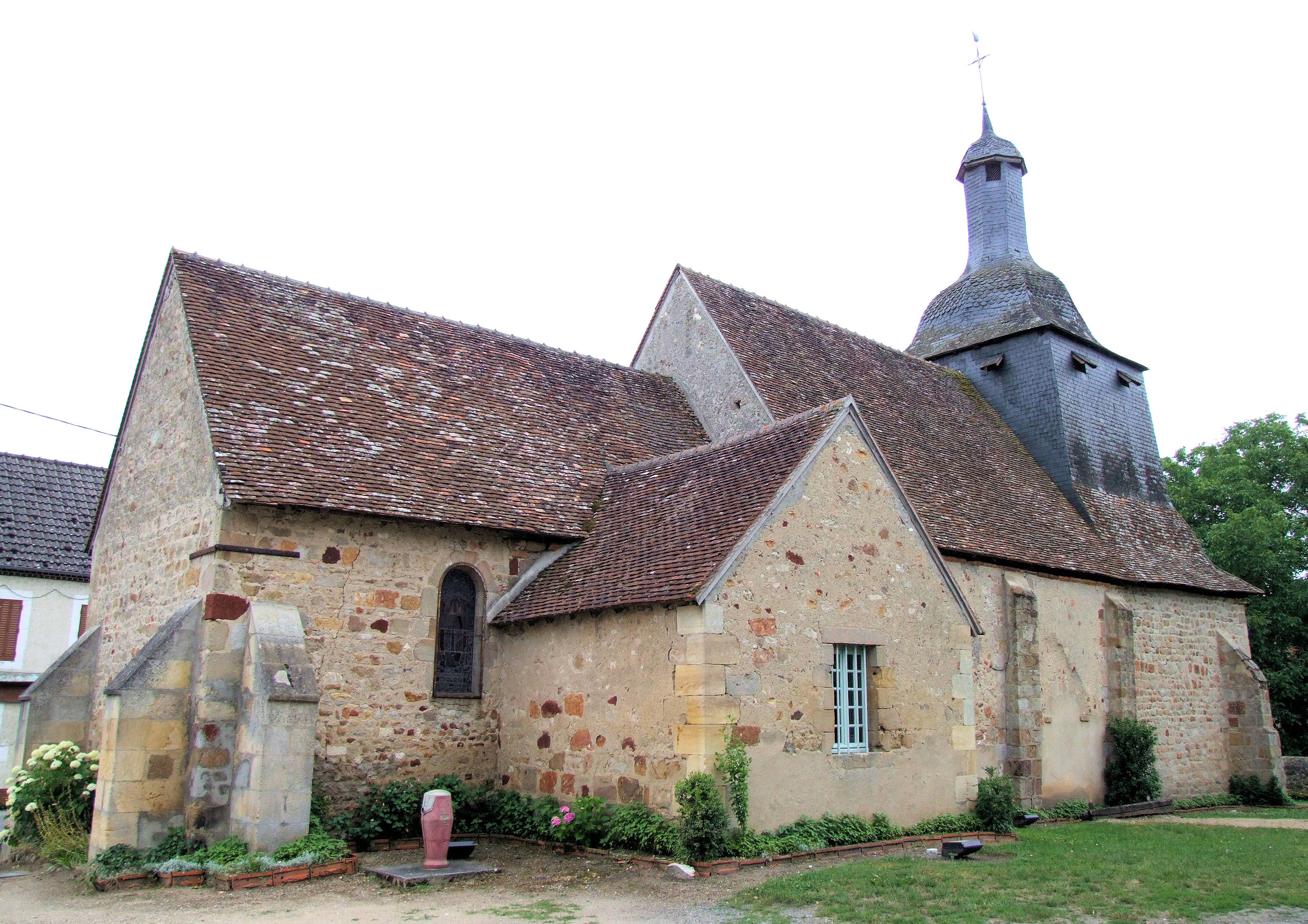
Церковь Сен-Мартен в коммуне Эпинёй-ле-Флёрьель, где в детстве проживал Анри Фурнье

Книга имеет явные автобиографические черты, в ней нашли отражение воспоминания, переживания и чувства автора. Анри Фурнье (настоящее имя писателя) родился и вырос в департаменте Шер в центральной Франции; его отец, Огюстен Фурнье, и мать были сельскими учителями. Провинциальная и сельская жизнь его «малой родины» составила неизгладимые впечатления его детства и оказала безусловное влияние на его последующее литературное творчество.
Литературоведы находят в романе отражение и других фактов из его личной жизни. Учась в Париже, Анри познакомился и завязал дружбу с Жаком Ривьером, будущим поэтом и известным литературным критиком. Ривьер позднее женился на его сестре Изабель (1889—1971), которой был посвящён роман Фурнье. Сохранившаяся длительная переписка с Ривьером (в некоторые периоды практически ежедневная) является свидетельством творческой эволюции Фурнье в молодости, а также ценнейшим источником для литературоведов. Характеризуя молодых людей, к которым принадлежали друзья, поэт и критик Ю. В. Мандельштам писал:
Жак Ривьер, умерший в 1926 году, был последним представителем того довоенного поколения, вернее, той замечательной группы французских писателей, для которой война поистине оказалась роковой. Большинство их — Шарль Пеги, Эрнест Психари, Ален Фурнье были убиты на фронте. Ривьер прожил ещё несколько лет, но и он умер в расцвете лет, явно не исчерпав своих сил.

В 1905 году в Париже Анри повстречал неизвестную ему высокую светловолосую девушку, прогуливавшуюся по набережной Сены в обществе пожилой дамы, которая, как впоследствии удалось выяснить, была её тётей. Этой девушкой оказалась Ивонна де Кьевркур из уважаемой и древней аристократической семьи. Эта встреча оставила неизгладимый и глубокий след в его жизни. Заинтересовавшись девушкой и проследив, где она жила, Анри стал приходить к её дому, однако сумел поговорить с ней достаточно подробно лишь однажды. Их последняя встреча произошла спустя восемь лет — в 1913 году, накануне войны, с которой, как предчувствовал писатель, он уже не вернётся. Ивонна к этому времени вышла замуж, став матерью двоих детей. Несмотря на то, что в этот период в жизни Фурнье были другие женщины, влияние её в той или иной мере на роман признаётся неоспоримым. Фаулз называет ту роль, которую сыграла Ивонна де Кьевркур в творческой судьбе Анри Фурнье, сравнимой с историей Данте и Беатриче. По мнению английского писателя: «Ему так и не удалось узнать её получше, обнаружить в ней те недостатки, которые его привередливый взор тут же находил в любой другой женщине, с которой он когда-либо был близок», что сыграло большую роль в образе героини его романа и при его создании, а сама книга таким образом становится продолжительной метафорой «как самой этой Встречи, так и внутренне присущей ей „невозможности“». По мнению Дубинской М. В., исследовательницы романа Алена-Фурнье, посвятившей ему целый ряд литературоведческих работ:
Нечаянная встреча, вспыхнувшее любовное чувство, знакомство и последовавшая затем разлука Алена-Фурнье с Ивонной де Кьевркур послужили основой описания знакомства главного героя Огюстена Мольна с Ивонной де Гале. Главная героиня романа получила имя и высокий социальный статус возлюбленной писателя, а знакомство Алена-Фурнье с Ивонной де Кьевркур стало тем толчком, который побудил его взяться за крупный литературный труд.

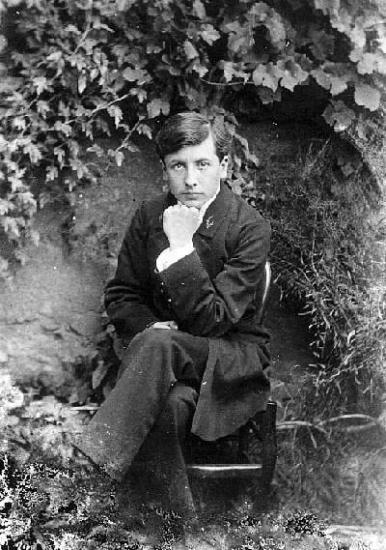
Анри Фурнье в 1905 году

Фурнье был поклонником английской литературы и некоторое время провёл в Англии. Среди его любимых писателей называют Даниэля Дефо, Чарльза Диккенса, Р. Л. Стивенсона, Редьярда Киплинга. Считается также, что влияние на него оказал роман Маргариты Оду «Мари-Клэр» (фр. Marie-Claire, 1910), которая тоже была родом из департамента Шер (Фурнье даже называют её духовным сыном).
За время работы над романом с 1906 по 1913 годы автор несколько раз менял название своего произведения: «Безымянный край» (фр. Le pays sans nom), «День свадьбы» (фр. Le jour de noces) и «Большой Мольн» (фр. Le Grand Meaulnes), что рассматривается как эволюция творческого замысла и его претворения в жизнь на страницах книги. В 1910 году Фурнье сообщил Ривьеру, что «работает над вымышленной, фантастической частью книги, а также — над её „человеческой“ частью, и каждая дает силы для работы над другой».
Первоначально роман публиковался в литературном журнале La Nouvelle Revue française (Новое французское обозрение). В виде отдельного издания был опубликован в октябре 1913 года, за год до гибели автора во время Первой мировой войны. Книга была выставлена на десятую Гонкуровскую премию 1913 года, однако не получила её. Роман приобрёл во Франции большую известность и преданных почитателей. Как отмечал Андре Моруа: «читающая публика была потрясена романтическим поклонением героя книги едва знакомой женщине и безвременной гибелью автора».

## Сюжет

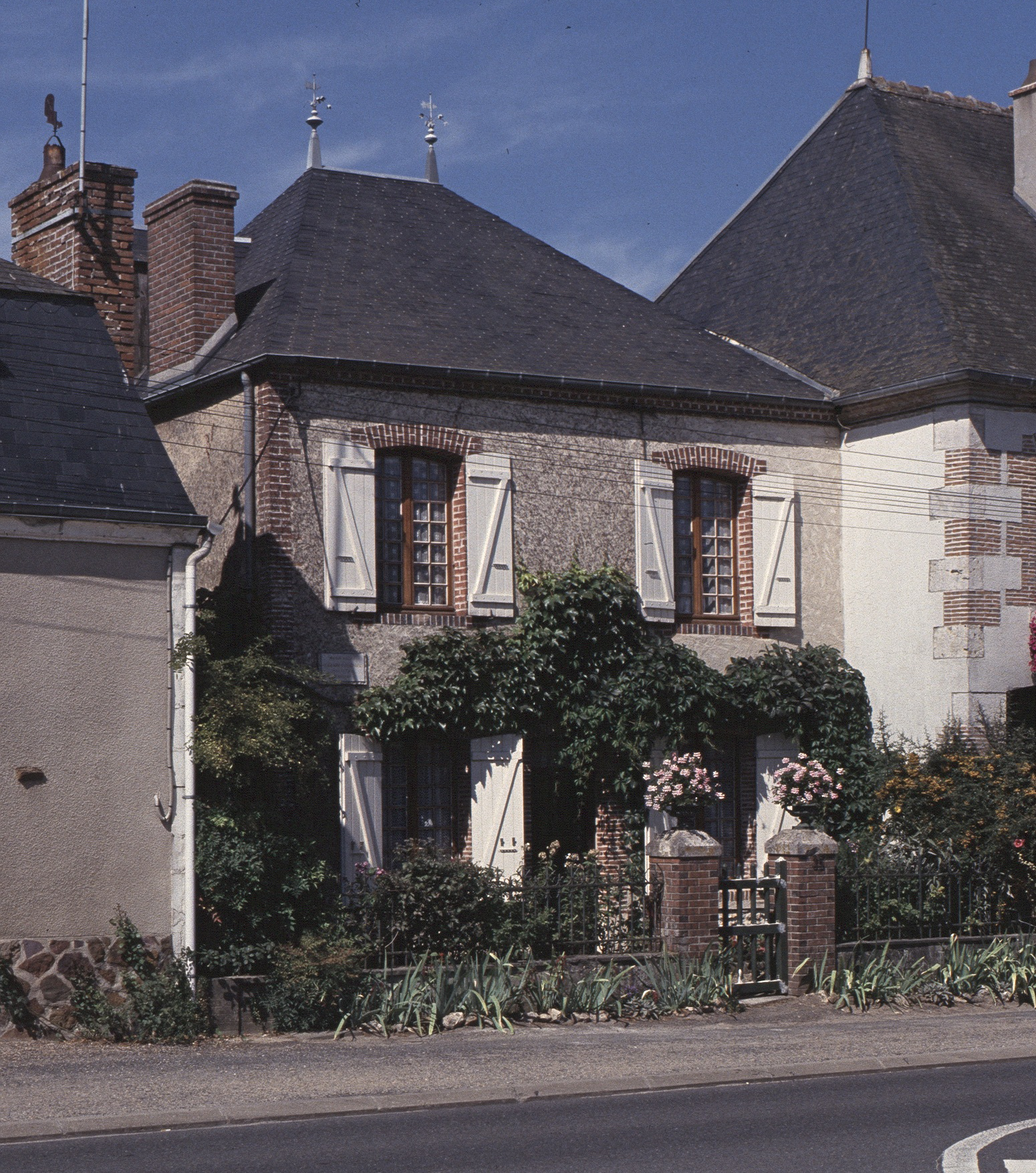
Дом в коммуне Ла-Шапель-д’Анжийон, в котором родился Ален-Фурнье

Действие романа начинается «в один из воскресных дней ноября 189… года» в городке Сент-Агат в исторической провинции Берри, что в центральной Франции, с появлением в местной школе семнадцатилетнего Огюстена Мольна, куда его поместила мать, чтобы он прошёл здесь курс обучения старших классов.
Пятнадцатилетний Франсуа Сэрель, от лица которого описываются события романа, — сын учителей школы, в которой он также учится и на чьей территории уже десять лет живёт его семья, ведя скромное, но счастливое существование. Франсуа и Огюстен поселились вместе в одной комнате и сразу подружились. До этого Франсуа мало общался с другими мальчишками, проводя вечера после занятий в одиночестве и много читая. Он не принимал участия в играх своих сверстников, что отчасти было вызвано некоторой его хромотой из-за болей в бедре, а также требованиями его строгой, но любящей матери, не позволявшей ему играть с местными шалопаями. Франсуа чувствовал себя робким и несчастным, а появление Огюстена, вскоре ставшего очень популярным среди учеников их школы, стало для него началом «новой жизни».
Однажды Огюстен, которого ребята прозвали «Большой Мольн», решает сам привезти с железнодорожной станции бабушку и дедушку Франсуа, которые приезжают погостить. Взяв у соседей повозку, он уезжает, однако не возвращается, и позже его повозку, брошенную на дороге, привозит проезжавший мимо человек. Все решают, что Огюстен решил сбежать из школы, однако через три дня тот внезапно возвращается. О том, что с ним произошло, Мольн рассказывает только Франсуа, с которым делит комнату. Заблудившись и потеряв ночью повозку, Огюстен бродил по лесу, пока не увидел башенку замка, в одном из служебных строений возле которого переночевал. Оказалось, что в этом замке происходило празднество, связанное с грядущей свадьбой Франца де Гале, сына хозяев. Гостями были в основном дети из разных мест, в том числе крестьяне. На празднике Огюстен познакомился с прекрасной девушкой по имени Ивонна, сестрой Франца, в которую влюбился. Праздник кончился внезапно, когда прибыл Франц и сообщил, что свадьба расстроена, а сам он покидает дом и уходит странствовать. Все гости ночью разъехались по домам, и Огюстена до ближайшего поворота подвезла одна из повозок. Из-за того, что в дороге он заснул, Огюстен не знал, где именно находилось поместье, в котором он побывал, однако с тех пор и он, и Франсуа мечтали только о том, чтобы найти туда дорогу.
Зимой в класс ненадолго приходит новый юноша, бродячий артист, приехавший на фургоне в городок со своим товарищем-мимом. Ещё до знакомства с Мольном юноша с помощью сорванцов из класса Мольна выкрадывает у него план, на котором Мольн попытался изобразить всё, что он помнил о дороге в поместье. Позже он возвращает план Мольну, говоря, что сам тоже побывал на том празднике, но тоже не знает дороги туда. Когда артисты дают представление, юноша спускает с головы бинты, которыми была обёрнута его голова, и Мольн узнаёт его: это оказывается Франц. Однако той же ночью артисты уезжают, и Мольну не удаётся поговорить с Францем. Предприняв попытку найти дорогу в поместье, Огюстен расстраивается и уезжает учиться в Париж. Хотя Франц успел сообщить ему парижский адрес, по которому в столице иногда бывает Ивонна, Мольну не удаётся увидеть её, потому что дом заколочен, и туда никто не приезжает. Лишь одна девушка приходит иногда к дому и как будто чего-то ждёт.

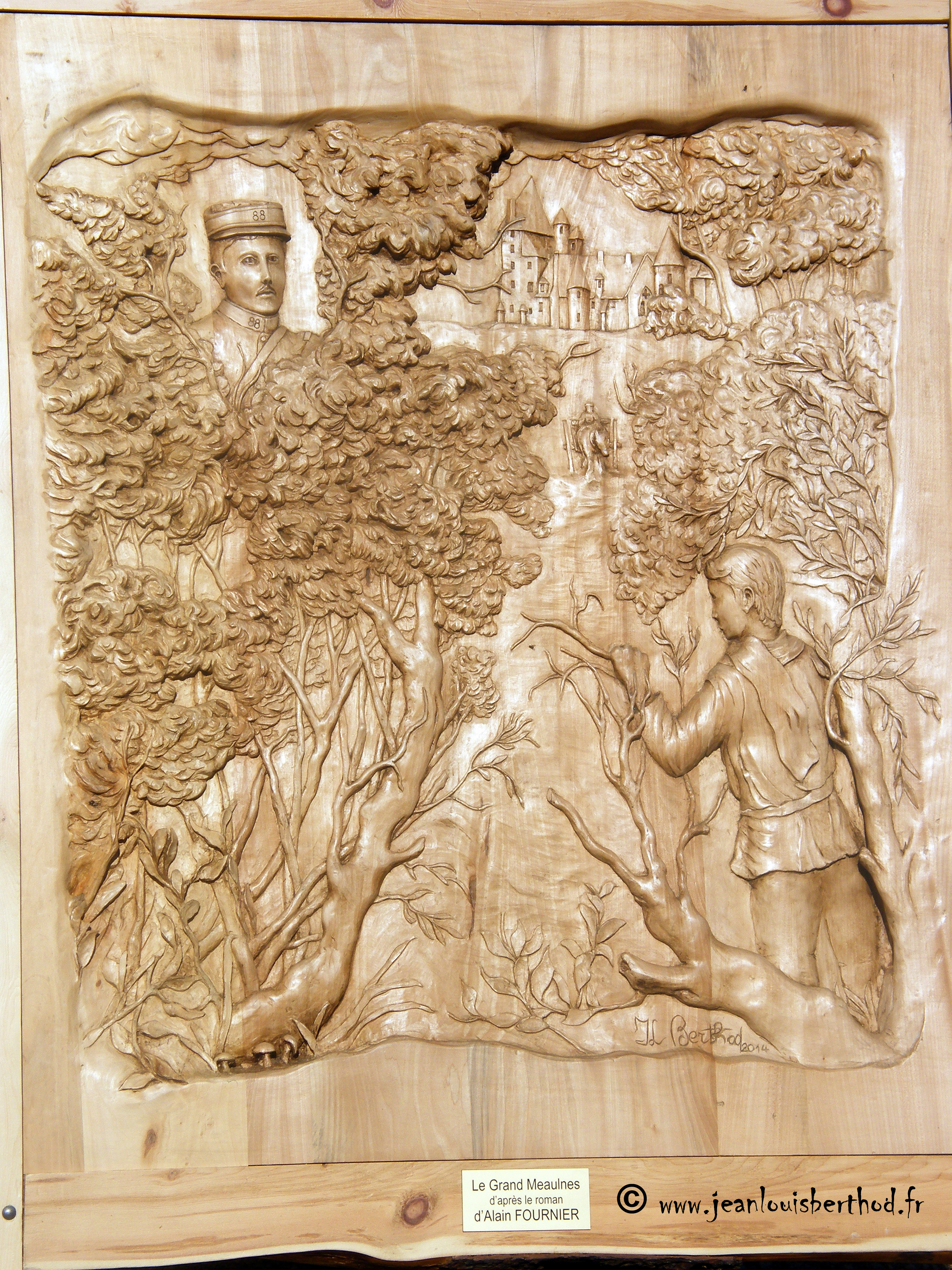
Скульптура Жана-Луи Бертольда, посвящённая роману, погибшим и пропавшим без вести во время Первой мировой войны. Дерево (130 см x 140 см), 2014

Проходит еще два года, Франуса заканчивает обучение в школе. В августе во время одной из прогулок его одноклассник рассказывает о заброшенном поместье Саблоньер, которое тот однажды видел со своим дядей, и Франсуа понимает, что речь идёт о том самом месте, где побывал на празднике Мольн. Поместье находится неподалёку от городка, где живёт дядя Франсуа, и он тотчас же отпрашивается у родителей, чтобы погостить у дяди. Как оказалось, бо́льшая часть поместья выкуплена охотниками и разрушена, лишь Ивонна с пожилым отцом по-прежнему живёт в их доме. Вскоре Франсуа знакомится с Ивонной, которая приезжает за покупками с магазин его дяди. Ивонна говорит о том, что юноши часто считают, что лучше всего странствовать, не осознавая, что их могут ждать, и Франсуа понимает, что девушка по-прежнему помнит и ждёт Мольна. Он отправляется за другом в городок, где тот живёт с матерью, чтобы сообщить ему, что он нашёл его возлюбленную. Огюстен как раз собирается куда-то уезжать, однако после колебаний откладывает поездку и едет с Франсуа. Франсуа чувствует, что за прошедшее время в жизни Мольна появилась ещё какая-то тайна, неизвестная ему. Во время пикника Мольн снова встречает Ивонну, а затем просит её руки. Через несколько месяцев, в феврале происходит их венчание, однако почти сразу Мольн уезжает из Саблоньера, сказав, что ему надо осуществить своё обещание. Франсуа работает неподалёку от Саблоньера учителем в деревенской школе, и часто навещает Ивонну и её отца.
Осенью у Ивонны рождается дочь, однако сама Ивонна умирает после родов, так и не дождавшись Мольна. Вскоре угасает и её отец. Франсуа остаётся жить в Саблоньере, присматривая за девочкой. Он находит дневник Огюстена, из которого узнаёт его тайну. В Париже Мольн познакомился с девушкой Валентиной, также приходившей к дому де Гале, и влюбился в неё. Они собирались пожениться, но вдруг из рассказов Валентины Мольн понял, что она и есть невеста Франца, сбежавшая из-под венца. Мольн разрывает с Валентиной и уезжает, однако затем решает вернуться и снова разыскать её (в это время его и застаёт Франсуа с вестью о том, что он нашёл Ивонну). Таким образом, после собственной свадьбы Мольн сразу уезжает, чтобы найти Валентину и Франца и вновь свести их вместе.
Проходит около года после рождения дочери Мольна и Ивонны, и Мольн возвращается в Саблоньер. Он сообщает Франсуа, что привёл Франца и Валентину, и они теперь будут жить неподалёку в домике Франца. Франсуа показывает Мольну его дочь и, по его ощущениям, вскоре Мольн снова отправится на поиски приключений, забрав с собой ребёнка.

## Характеристика и критика
Роману посвящены десятки литературоведческих, критических работ, комментариев и т. д., касающихся самых различных его аспектов и тем.
Роман написан в лирической манере, как проникнутый ностальгическими воспоминаниями о прошедших детских и юношеских годах, школе, дружбе и любви, детских мечтаниях. Книга сочетает в себе динамичный сюжет и романтическую интригу с реалистическим изображением французской провинциальной жизни конца XIX века. В 1922 году А. В. Луначарский, упоминая «роман неизвестного нам писателя Алена Фурнье», приводит характерное мнение французского критика Колена, который называет его «изумительным и интересным по смешению самого чёткого и детального реализма с грёзой и фантазией».
В романе находят отражение такие богатые литературные традиции, как «история молодого человека» и «роман воспитания». Луи Арагон сравнивал главного героя единственного романа Фурнье с протагонистом книги И. В. Гёте «Годы учения Вильгельма Мейстера» (само происхождения понятия «роман воспитания» восходит к этому роману Гёте), находя много общего в их сюжетных схемах и темах, но, естественно, также и различия не только в художественной манере и эстетике этих романов, но и в различных эпохах их создания. По мнению Арагона, «несмотря на ирреальность этой книги… она — Страшный суд над обществом, в котором Замки обречены на разрушенье». Исследователи находят влияние на дебютный роман Фурнье и творчества Ф. М. Достоевского. В переписке с художником Андре Лотом и Ж. Ривьером по поводу рукописи своего романа Ален-Фурнье часто упоминает романы Достоевского «Братья Карамазовы», «Униженные и оскорблённые», а также повесть «Вечный муж».
Генри Миллер отмечал, что одной из главных тем книги является соприкосновение детей с миром взрослых, где «они приносят себя в жертву грёзам и мечтам» и особенно страдают, столкнувшись с любовью. По его мнению, некоторые, как Ален-Фурнье и его «Большой Мольн» «просто не могут выйти из этого тайного ордена юных»: «Иногда они оставляют нам небольшую книжку — завет истинной и древней веры, который мы читаем со слезами на глазах, изумляясь колдовскому очарованию, сознавая, но сознавая слишком поздно, что мы вглядываемся в самих себя, что плачем над собственной судьбой».
Джон Фаулз назвал роман величайшим романом в европейской литературе, посвящённым юности. Прочтя роман ещё в школьные годы, Фаулз отмечал, что он сильно подействовал на него, а когда он писал свой первый роман «Волхв», то находился под очень большим влиянием французского писателя. По мнению английского романиста и специалиста по французской литературе, эта книга Алена-Фурнье «воздействует чем-то, что лежит за пределами собственно словесности», что и он пытался выразить в своём романе, а переживания, описанные в нём, — неотъемлемая черта юности: «Герой Анри Фурнье, не в пример моему персонажу, явственно и безобманно молод». Как и многие критики, Фаулз рассматривает запретное поместье Огюстена Мольна как литературную метафору «утраченного рая», нашедшую отражение и в его романе. Фаулз также признаётся в особом отношении к автору и его творчеству: «…я прочёл практически всё, что он написал, а также несколько книг о нём; я совершил паломничество почти во все описанные в его книгах места, а также туда, где жил он сам. Короче говоря, я — безумный поклонник творчества Фурнье и по-прежнему чувствую себя более близким этому писателю, чем любому другому сочинителю романов, ныне здравствующему или покойному».
Фредерик Бегбедер, отмечая, что «самое трогательное и неповторимое, что осталось сегодня от единственного романа Алена-Фурнье, — это его мальчишеская робость, тем более непреходящая, что лейтенант Фурнье погиб 22 сентября 1914 года в возрасте 28 лет во время атаки в лесу Сен-Реми-оз-Эпарж», в своём сборнике эссе «Лучшие книги XX века. Последняя опись перед распродажей» писал:
И знаете почему он погиб? Чтобы не стареть. Самые лучшие юношеские романы требуют от своего автора, чтобы он не старился: Борис Виан умер в 39 лет, Раймон Радиге — в 20, Рене Кревель — в 35, Жан-Рене Югнен — в 26. Ален-Фурнье хорошо сделал, умерев молодым, потому что он не любил реальную действительность: ведь чем больше стареешь, тем легче смиряешься с ней.

## Влияние и рецепция

### Популярность и память
В Париже во время немецкой оккупации Франции действовала подпольная группа Движения Сопротивления «Друзей Алена-Фурнье» (фр. Les Amis d’Alain-Fournier), возглавляемая Жаном Кассу и получившая своё название в связи с тем, что место её сбора находилось в издательстве «Эмиль-Поль», где впервые был издан роман.
Британский писатель и критик Грэм Робб, специализирующийся на французской культуре и являющийся автором ряда биографий великих французских писателей, в своей книге «Открытие Франции. Увлекательное путешествие длиной 20 000 километров по сокровенным уголкам самой интересной страны мира», одной из задач которой является попытка разрушить стереотипы о стране, главный из которых заключается в том, что «Франция и всё французское ограничивается Парижем», объясняет эту необыкновенную столетнюю популярность романа в первую очередь неизученностью провинциальной стороны «другой Франции» — этого глубинного мира, желанием верить, что она ещё существует и стойкими ностальгическими чувствами французов к их «малым родинам»:
Дом и классная комната, которые стали прототипами школы из „ Большого Мольна“, теперь превращены в музей. Существует план создать отмеченный указателями Маршрут Большого Мольна. Ален-Фурнье и его роман стали считаться воплощением ностальгической памяти о маленьком крае — „пеи“, а ностальгия по временам таких „малых родин“ у французов становится всё сильнее.
Существует несколько сайтов, посвящённых писателю и его творчеству. Развиваются популярные туристические тематические маршруты, связанные с жизнью автора и его героев. Общество друзей Жана Ривьера и Алена-Фурнье (фр. AJRAF — Association des amis de Jacques Rivière et d’Alain-Fournier) с 1986 года вручает молодым авторам «Премию Алена-Фурнье» (фр. Prix Alain-Fournier), проводит регулярные встречи, конференции и другие мероприятия с целью увековечивания и популяризации его творчества, а также всего, что с этим связано. В 1994 году в Эпинёй-ле-Флёрьель во французском департаменте Шер, где провёл своё детство будущий писатель и где преподавали его родители, на базе заброшенной школы XIX века была создана Школа—музей (фр. Maison-école du Grand Meaulnes), посвящённая памяти Алена-Фурнье и его роману, в котором школа описывалась следующим образом:
Длинное красное строение на окраине городка, с пятью застеклёнными дверьми, всё заросшее диким виноградом; огромный двор с площадкой для игр и с прачечной; большие ворота, за которыми начинается улица; с северной стороны решётчатая калитка выходит на дорогу в Ла-Гар, что в трёх километрах от Сент-Агата; на юге, позади дома, — пригороды, переходящие в поля, сады и луга…— Ален-Фурнье. Большой Мольн.

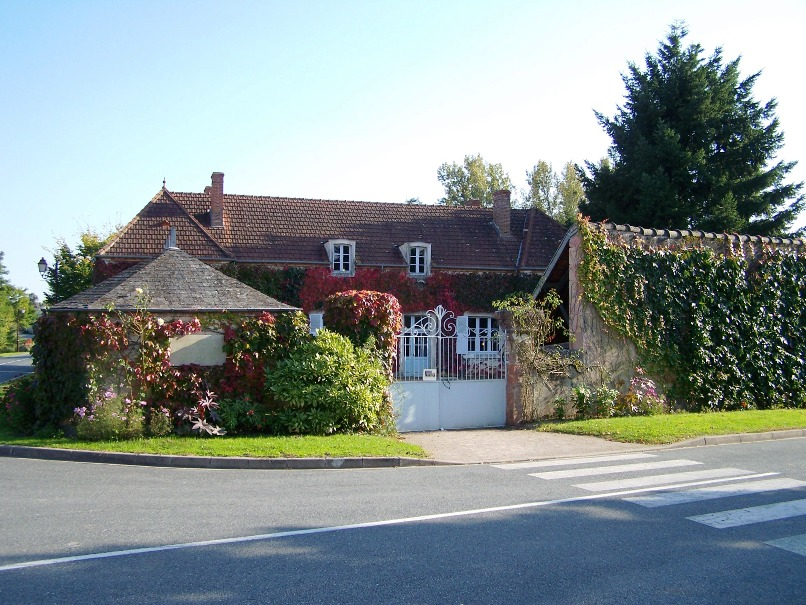
Школа— музей «Большого Мольна»

На русский язык роман был переведён выдающимся российским переводчиком (прежде всего французской литературы) Морисом Ваксмахером. Российский писатель Рауль Мир-Хайдаров описывал анекдотичную ситуацию, возникшую между ним и Ваксмахером при их случайном знакомстве в Переделкино. Хайдаров не знал, что Ваксмахер был переводчиком романа Фурнье, однако сам роман произвёл на него огромное впечатление на всю жизнь, причём он восторгался «не только текстом, но и блестящим переводом». В разговоре с Ваксмахером он стал превозносить книгу Фурнье; его собеседник заметно заинтересовался и стал задавать уточняющие вопросы. При прощании Хайдаров сказал ему: «Жаль, что вы не читали эту великую книгу, вам бы она понравилась, рекомендую»:
Он очень весело рассмеялся и вдруг спросил:
 — Почему вы решили, что я её не читал?
 — Вы же меня так подробно расспрашивали о ней, — ответил я обиженно.
 — Да, расспрашивал, мне было интересно выслушать ваше мнение об этой действительно великой книге и её авторе, потому что..., — он остановился, перевёл дух, сделал большую паузу, — Потому что, я её и перевёл, — и он протянул мне руку, — Очень рад знакомству, я — Морис Ваксмахер, вы для меня — глубокий читатель, вы оценили мой давний выбор автора, книги и мой перевод. „Большой Мольн“ не был заказом издательства.

### Музыка
В 1916 году Морис Равель, находясь в госпитале и выздоравливая после операции, прочитал роман «Большой Мольн». Эта книга так увлекла его, что он задумал написать по её мотивам пьесу для виолончели с оркестром, о чём писал своему другу: «Я только что прочёл „Большого Мольна“. Знаете ли Вы эту книгу? Если нет, то скорей прочтите её. Давно уже я не держал в руках романа, который доставил бы мне столько удовольствия». Однако замысел этой пьесы композитором так и не был воплощён в жизнь. В середине тридцатых годов прошлого века Максим Жакоб написал музыку к планировавшейся экранизации романа Андре Барсаком, однако фильм так и не был создан. Нидерландский композитор Рудольф Георг Эшер в 1951 году создал оркестровую пьесу «Гимн Большого Мольна». Написанная в 2004 году симфония № 4 современного французского композитора Мишеля Боска имеет программный заголовок «Большой Мольн».
В популярной французской музыке и в песнях имеется целый ряд упоминаний, связанных с романом Фурнье: Мишель Сарду (фр. Le Surveillant Général), Рено Сешан (фр. La mère à Titi), Франсуа Фельдман (фр. Les valses de Vienne), Марсель Амон (фр. L'École), Клод Барцотти (фр. Où c'était). Британский музыкант, автор и исполнитель Джек Пеньяте в своём дебютном альбоме 2007 года «Matinée» записал песню «My Yvonne», содержащую отсылку к роману и её героине.

### Кинематограф
- «Большой Мольн» (Le Grand Meaulnes, 1967) — французский фильм режиссёра Жана-Габриеля Альбикокко.
- «Волшебное приключение» (чеш. Kouzelné dobrodruzství, 1982) — чешский фильм режиссёра Антонина Кахлика.
- «Большой Мольн» (Le Grand Meaulnes, 2006) — французский фильм режиссёра Жана-Даниеля Верега (Jean-Daniel Verhaeghe).